# Квакер-Сіті (Огайо)
Квакер-Сіті (англ. Quaker City) — селище (англ. village) в США, в окрузі Гернсі штату Огайо. Населення — 379 осіб (2020).

## Географія
Квакер-Сіті розташований за координатами 39°58′11″ пн. ш. 81°17′50″ зх. д. / 39.96972° пн. ш. 81.29722° зх. д. (39.969656, -81.297357).  За даними Бюро перепису населення США в 2010 році селище мало площу 1,36 км², уся площа — суходіл.

## Демографія
Згідно з переписом 2010 року, у селищі мешкали 502 особи в 202 домогосподарствах у складі 142 родин. Густота населення становила 369 осіб/км².  Було 233 помешкання (171/км²).
Расовий склад населення:
| - 99,0 % — білих - 0,4 % — азіатів |

До двох чи більше рас належало 0,2 %. Частка іспаномовних становила 0,8 % від усіх жителів.
За віковим діапазоном населення розподілялося таким чином: 25,5 % — особи молодші 18 років, 59,0 % — особи у віці 18—64 років, 15,5 % — особи у віці 65 років та старші. Медіана віку мешканця становила 37,8 року. На 100 осіб жіночої статі у селищі припадало 94,6 чоловіків;  на 100 жінок у віці від 18 років та старших — 89,8 чоловіків також старших 18 років.
Середній дохід на одне домашнє господарство  становив 42 294 долари США (медіана — 36 786), а середній дохід на одну сім'ю — 48 485 доларів (медіана — 50 500). За межею бідності перебувало 21,2 % осіб, у тому числі 49,5 % дітей у віці до 18 років та 2,6 % осіб у віці 65 років та старших.
Цивільне працевлаштоване населення становило 182 особи. Основні галузі зайнятості: освіта, охорона здоров'я та соціальна допомога — 30,2 %, виробництво — 20,9 %, роздрібна торгівля — 14,8 %, будівництво — 11,0 %.